# رابرت بکر
 رابرت بکر (انگلیسی: Robert T. Bakker؛ زادهٔ ۲۴ مارس ۱۹۴۵) یک دانشمند دیرینه‌شناس اهل ایالات متحده آمریکا است.